# Melanitis intermedia
Melanitis intermedia är en fjärilsart som beskrevs av Rothschild 1915. Melanitis intermedia ingår i släktet Melanitis och familjen praktfjärilar. Inga underarter finns listade i Catalogue of Life.